# Periclimenes leptopus
Periclimenes leptopus är en kräftdjursart som beskrevs av Kemp 1922. Periclimenes leptopus ingår i släktet Periclimenes och familjen Palaemonidae. Inga underarter finns listade i Catalogue of Life.